# Gouvernement provisoire de la RDA de 1949-1950
RDA
Schwerin von Krosigk 1950-1954
Le  gouvernement provisoire de la République démocratique allemande (RDA) dure du 7 octobre 1949 au 7 novembre 1950.

## Composition
| Ministère                                                                       | Nom                                                                 | Parti        | Secrétaire d'État                 | Parti |
| ------------------------------------------------------------------------------- | ------------------------------------------------------------------- | ------------ | --------------------------------- | ----- |
| Ministre-président jusqu'au 7 octobre 1949                                      | Otto Grotewohl                                                      | SED          | Fritz Geyer                       | SED   |
| Premier vice-ministre-président                                                 | Walter Ulbricht Hermann Kastner (jusqu'à juillet 1950) Otto Nuschke | SED LDPD CDU |                                   |       |
| Affaires étrangères                                                             | Georg Dertinger                                                     | CDU          | Anton Ackermann                   | SED   |
| Intérieur                                                                       | Karl Steinhoff                                                      | SED          | Hans Warnke                       | SED   |
| Finances                                                                        | Hans Loch                                                           | LDPD         | Willy Rumpf                       | SED   |
| Éducation                                                                       | Paul Wandel                                                         | SED          | Ruth Fabisch                      | LDPD  |
| Industrie                                                                       | Fritz Selbmann                                                      | SED          | Alfred Wunderlich                 | NDPD  |
| Plan                                                                            | Heinrich Rau                                                        | SED          | Bruno Leuschner                   | SED   |
| Innerdeutschen Handel, Außenhandel und Materialversorgung                       | Georg Handke                                                        | SED          | Hans-Paul Ganter-Gilmans          | CDU   |
| Commerce et Approvisionnements                                                  | Karl Hamann                                                         | LDPD         | Rudolf Albrecht                   | DBD   |
| Construction                                                                    | Lothar Bolz                                                         | NDPD         | Wilhelm Freiherr von Stoltzenberg | LDPD  |
| Travail et Santé publique                                                       | Luitpold Steidle                                                    | CDU          | Paul Peschke                      | SED   |
| Justice                                                                         | Max Fechner                                                         | SED          | Helmut Brandt                     | LDPD  |
| Postes et Télécommunications                                                    | Friedrich Burmeister                                                | CDU          | Wilhelm Schroeder                 | SED   |
| Transports                                                                      | Hans Reingruber                                                     | -            | Wilhelm Bachem                    | CDU   |
| Forêts et Alimentation                                                          | Ernst Goldenbaum                                                    | DBD          | Paul Merker                       | SED   |
| Sécurité d'État jusqu'au 8 février 1950                                         | Wilhelm Zaisser                                                     | SED          |                                   |       |
| Amt für Information beim Ministerpräsidenten der DDR (jusqu'au 12 octobre 1949) | Gerhart Eisler                                                      | SED          |                                   |       |

## Sources
- (de) Cet article est partiellement ou en totalité issu de l’article de Wikipédia en allemand intitulé « Provisorische Regierung der DDR » (voir la liste des auteurs).